# Ernest Psichari
Ernest Psichari (Parigi, 27 settembre 1883 – Tintigny, 22 agosto 1914) è stato uno scrittore e militare francese, tenente delle truppe francesi di artiglieria coloniale, ha scritto opere autobiografiche. Convertito al cattolicesimo, morì combattendo in Belgio, all'età di 30 anni, durante la prima guerra mondiale.

## Biografia
Figlio di Jean Psichari (che insegnava filologia greca all'École pratique des hautes études e che è considerato il rinnovatore della lingua greca moderna) e di Noémi Renan (figlia di Ernest Renan, filosofo, filologo, storico delle religioni), Ernest Psichari crebbe in una famiglia borghese parigina, con avi bretoni e robuste basi culturali. Per decisione della madre, fu battezzato secondo il rito greco-ortodosso, come del resto suo fratello Michel e sua sorella Henriette. Era il pronipote del pittore olandese e naturalizzato francese Ary Scheffer e a Parigi abitò nella casa di questo bisnonno.
Studiò al Lycée Henri-IV e al Lycée Montaigne e si diplomò nel 1900. Entrò in contatto col filosofo Jacques Maritain e si laureò in filosofia all'Università di Parigi-Sorbona, nel 1903. Seguì anche corsi di Henri Bergson (Premio Nobel per la letteratura nel 1927), al Collège de France. Collaborava intanto a riviste, con poesie d'ispirazione simbolista. Frequentava il saggista e poeta Charles Péguy.
A 19 anni s'innamorò di Jeanne Maritain, sorella di Jacques, che aveva sette anni più di lui. La ragazza scelse di sposarsi con un altro e il giorno del matrimonio Psichari tentò il suicidio, ingerendo una massiccia dose di droghe. Salvato da un amico, tentò nuovamente il suicidio con la pistola, ma fu sottratto in tempo alla morte. Psichari si andò a nascondere nel ventre di Parigi, ma i suoi lo ritrovarono e lo mandarono in campagna, a distrarsi.

### Militare e scrittore
Psichari entrò nel 51º regimento di fanteria, di stanza a Beauvais (1903). Caporale, poi sergente, quindi sottofficiale d'artiglieria, chiese il trasferimento nelle truppe coloniali. Fu inviato nel Congo francese, dove rimase dal 1906 al 1907. Raccontò le sue esperienze nelle colonie francesi in Terres de soleil et de sommeil (1908), in cui ricusava l'antimilitarismo giovanile ed elogiava i valori dell'esercito nazionale. Ebbe uno scambio di lettere con il politico Maurice Barrès, esponente del nazionalismo francese. Sostenne anche le idee di Action française, movimento politico d'ispirazione antiparlamentare e antidemocratica, che aveva come personalità di spicco il politico e poeta Charles Maurras.
Si diplomò alla Scuola militare d'artiglieria di Versailles e di lì fu inviato in Mauritania, dove rimase dal 1909 al 1912. Scoprì allora nella grandezza e nella servitù militare un clima perfettamente a lui idoneo. Pubblicò Terre de soleil et de sommeil (1908). Di questa regione, notevolmente pacificata, si dilettò ad ammirare i paesaggi solenni e studiare i costumi degli abitanti. Nel 1913 pubblicò L'Appel des armes, contro il pacifismo: libro che diventò una sorta di guida morale, un vademecum per la gioventù francese nazionalista.

### La conversione
A giugno 1913, promosso ufficiale, fu inviato al 2º reggimento d'artiglieria coloniale di Cherbourg. Lì scrisse il libro, uscito postumo nel 1916, Le Voyage du centurion, in cui raccontò l'esperienza della sua conversione al cattolicesimo, dopo aver lungamente meditato sugli scritti del domenicano Humbert Clérissac - in particolare quelli su di san Tommaso d'Aquino - e sugli scritti di Jacques Maritain. La servitù militare si era trasformata per lui in servitù spirituale a Dio. Divenne terziario domenicano, quale membro della Fraternité du Saint-Sacrement di Parigi. Vagheggiava di farsi prete, quando scoppiò la guerra.
Fu ucciso a Rossignol, in Belgio (borgo oggi incorporato nel comune di Tintigny), durante la battaglia delle Frontiere, cadendo riverso sul suo pezzo da 75, con il rosario stretto in pugno. Compresse contro le sponde del fiume Semois, le truppe francesi furono accerchiate e distrutte. Gli artiglieri preferirono manomettere i cannoni, pur di non cederli integri alle forze nemiche.
Una stele e poi un monumento furono eretti a Rossignol, alla memoria di Ernest Psichari. Documenti che lo riguardano sono al Musée de la vie romantique, Hôtel Scheffer-Renan, Parigi.

## Opere
- Terres de soleil et de sommeil, Paris, Calmann Lévy, 1908.[3]
- L'Appel des armes, Paris, G. Oudin, 1913.[4]
- Le Voyage du centurion, Paris, Louis Conard, 1916.[5]
- Les Voix qui crient dans le désert. Souvenirs d'Afrique,  Paris, Louis Conard, 1920.[6]